# John Lambton, 1:e earl av Durham

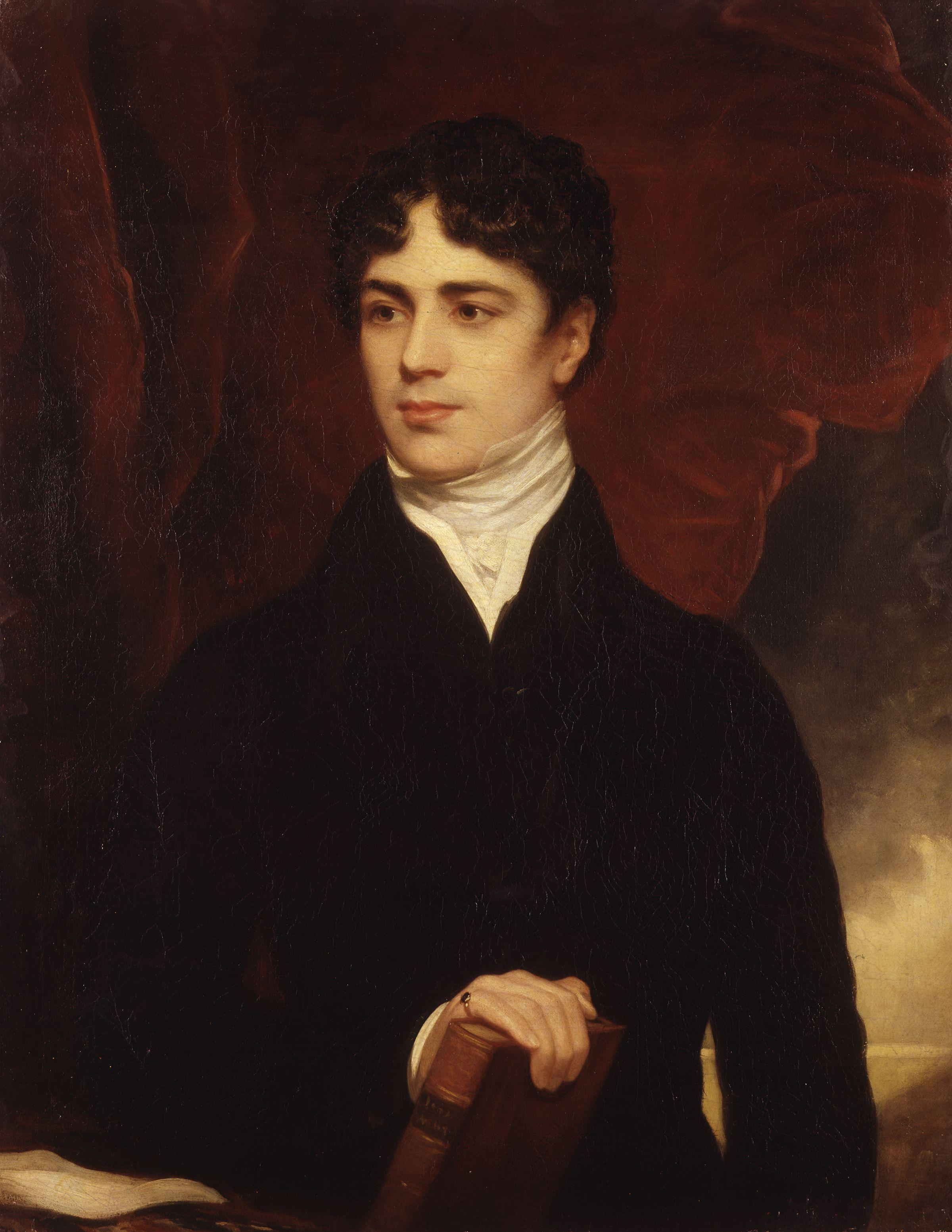
John Lambton, 1:e earl av Durham.

John George Lambton, 1:e earl av Durham, född 12 april 1792 i London, död 28 juli 1840 i Cowes, var en brittisk statsman. Han var son till William Henry Lambton och far till George Lambton, 2:e earl av Durham. 
Han blev 1813 underhusmedlem för grevskapet Durham och väckte stort uppseende genom sitt jungfrutal, ett skarpt anfall på regeringen för dess vägran att stödja Norges självständighetssträvanden i maj 1814. Trots sin ungdom blev han snart en av whig-oppositionens mest bemärkta talare, och hans politiska inflytande ökades, sedan han 1816 gift sig med en dotter till dess ledare, lord Grey. Lambton påyrkade i ett berömt underhustal (april 1821) en grundlig parlamentsreform med likformig valkretsindelning, treåriga parlamentsperioder och radikal utsträckning av rösträtten samt tog sedan alltjämt ledande andel i reformagitationen. 
Han understödde emellertid Lord Cannings och Goderichs moderatkonservativa ministärer och upphöjdes av den senare till peer som baron Durham (1828). Då lord Grey blev premiärminister (november 1830), gav han Lambton säte i kabinettet som lordsigillbevarare, och Lambton blev den ledande i den fyrmannakommitté, som utarbetade ministärens första förslag till parlamentsreform, samt deltog livligt i de parlamentariska strider, ,som omsider ledde till förslagets definitiva antagande i något modifierad form, juni 1832. Han sändes samma år på en utomordentlig beskickning till Sankt Petersburg för att påverka ryska regeringen i den belgiska frågan och söka utverka någon lindring i polackernas öde. 
Missnöjd med regeringens hårdhänta irländska politik, avgick Lambton i mars 1833 ur ministären och upphöjdes därvid till earl av Durham. Han slöt sig nu allt närmare whigpartiets radikala flygel, som genom energisk reformpolitik ville fullfölja det av parlamentsreformen inledda systemskiftet, och blev dess kandidat till premiärministerposten. En skarp sammanstötning med Brougham vid ett politiskt möte i Skottland (1834) gjorde denne till hans hätske fiende, och i Melbournes ministär fanns ingen plats för en man med Lambtons radikala åskådning och häftiga lynne, som försvårade varje lugnt samarbete. Han var 1835-1837 ånyo utomordentlig ambassadör i Sankt Petersburg.  
Lambton sändes efter utbrottet av Papineaus uppror i Kanada dit som generalguvernör med nära nog diktatorsfullmakt (1838). Han lyckades genom på en gång energiska och försonliga åtgärder i stor utsträckning tillvinna sig befolkningens förtroende, men begick vid utfärdandet av en amnesti det formfelet att landsförvisa 8 därifrån undantagna upprorsledare till Bermuda, över vilket område han ej hade någon myndighet. Brougham, som ville hämnas både på Lambton och regeringen, vari han ej längre var medlem, angrep i parlamentet häftigt amnestiproklamationens laglighet, och för att undvika en parlamentarisk motgång var Melbourne nog svag att undandra Lambton sitt stöd. Proklamationen återkallades, varigenom Lambton berövades den prestige i Kanada han behövde för att genomföra dess pacificering. 
Han avgick då omedelbart samma år och återkom, bruten till hälsan och bitter över den lidna skymfen. Med stöd av de utredningar över Kanadas politiska förhållanden han där låtit verkställa, sammanfattade Lambton emellertid sina reformtankar i ett märkligt aktstycke, The Durham report (1839), som blev grundvalen för det framtida ordnandet av Kanadas styrelse och genom sitt yrkande på självstyrelseprincipen bildar en vändpunkt i de brittiska koloniernas förhållande till moderlandet. Den av Lambton däri påyrkade föreningen av Övre och Nedre Kanada lagfästes i juli 1840, några få dagar före hans död. Genom sin stora andel i parlamentsreformens tillkomst och sitt epokgörande kolonialpolitiska program tillhör Lambton de banbrytande statsmännen i det brittiska rikets historia.